# Иоганн II (маркграф Бранденбурга)
Иоганн II (нем. Johann II; 1237 — 10 сентября 1281) — маркграф Бранденбург-Штендальский.
Иоганн II был старшим сыном бранденбургского маркграфа Иоганна I и его первой жены Софии, дочери короля Дании Вальдемара II. В 1266 году отец разделил маркграфство со своим братом Оттоном III, и после его смерти Иоганн стал править вместе с братьями Оттоном IV и Конрадом I. Несмотря на то, что Иоганн был старшим из братьев, среди соправителей доминировал Оттон IV.

## Семья
Между 1252 и 1268 годами Иоганн женился на Хедвиге, дочери сеньора Верле Николая I. У них было двое детей:
- Конрад II (1261—1308)
- Иоганн (1263—1292), ставший епископом Хавельбергским